# Aleksiej Sokołow (łyżwiarz figurowy)
Aleksiej Władimirowicz Sokołow, ros. Алексей Владимирович Соколов (ur. 15 stycznia 1979 w Leningradzie) – rosyjski łyżwiarz figurowy, startujący w parach sportowych. Wicemistrz świata juniorów (1998), srebrny medalista finału Junior Grand Prix (1999) oraz wicemistrz Rosji (2000). Zakończył karierę amatorską w 2003 roku.

## Osiągnięcia

### Z Juliją Obertas
| Zawody                   | 00–01          | 01–02          | 02–03          |                |                |                |                |                |                |                |                |                |                |                |                |                |                |
| Międzynarodowe           | Międzynarodowe | Międzynarodowe | Międzynarodowe | Międzynarodowe | Międzynarodowe | Międzynarodowe | Międzynarodowe | Międzynarodowe | Międzynarodowe | Międzynarodowe | Międzynarodowe | Międzynarodowe | Międzynarodowe | Międzynarodowe | Międzynarodowe | Międzynarodowe | Międzynarodowe |
| ------------------------ | -------------- | -------------- | -------------- | -------------- | -------------- | -------------- | -------------- | -------------- | -------------- | -------------- | -------------- | -------------- | -------------- | -------------- | -------------- | -------------- | -------------- |
| Mistrzostwa świata       |                |                | 8              |                |                |                |                |                |                |                |                |                |                |                |                |                |                |
| Mistrzostwa Europy       |                |                | 5              |                |                |                |                |                |                |                |                |                |                |                |                |                |                |
| GP Finał Grand Prix      |                |                | 4              |                |                |                |                |                |                |                |                |                |                |                |                |                |                |
| GP Sparkassen Cup on Ice |                |                | 2              |                |                |                |                |                |                |                |                |                |                |                |                |                |                |
| GP NHK Trophy            |                | 4              |                |                |                |                |                |                |                |                |                |                |                |                |                |                |                |
| GP Cup of Russia         |                | 5              | 3              |                |                |                |                |                |                |                |                |                |                |                |                |                |                |
| GP Skate America         |                | 4              |                |                |                |                |                |                |                |                |                |                |                |                |                |                |                |
| Nebelhorn Trophy         |                |                | 2              |                |                |                |                |                |                |                |                |                |                |                |                |                |                |
| Krajowe                  |                |                |                |                |                |                |                |                |                |                |                |                |                |                |                |                |                |
| Mistrzostwa Rosji        | 4              | 4              | 3              |                |                |                |                |                |                |                |                |                |                |                |                |                |                |

### Z Juliją Szapiro
| Zawody                                | 99–00                                 |                                       |                                       |                                       |                                       |                                       |                                       |                                       |                                       |                                       |                                       |                                       |                                       |                                       |                                       |                                       |                                       |                                       |
| Międzynarodowe: Kategorie młodzieżowe | Międzynarodowe: Kategorie młodzieżowe | Międzynarodowe: Kategorie młodzieżowe | Międzynarodowe: Kategorie młodzieżowe | Międzynarodowe: Kategorie młodzieżowe | Międzynarodowe: Kategorie młodzieżowe | Międzynarodowe: Kategorie młodzieżowe | Międzynarodowe: Kategorie młodzieżowe | Międzynarodowe: Kategorie młodzieżowe | Międzynarodowe: Kategorie młodzieżowe | Międzynarodowe: Kategorie młodzieżowe | Międzynarodowe: Kategorie młodzieżowe | Międzynarodowe: Kategorie młodzieżowe | Międzynarodowe: Kategorie młodzieżowe | Międzynarodowe: Kategorie młodzieżowe | Międzynarodowe: Kategorie młodzieżowe | Międzynarodowe: Kategorie młodzieżowe | Międzynarodowe: Kategorie młodzieżowe | Międzynarodowe: Kategorie młodzieżowe |
| ------------------------------------- | ------------------------------------- | ------------------------------------- | ------------------------------------- | ------------------------------------- | ------------------------------------- | ------------------------------------- | ------------------------------------- | ------------------------------------- | ------------------------------------- | ------------------------------------- | ------------------------------------- | ------------------------------------- | ------------------------------------- | ------------------------------------- | ------------------------------------- | ------------------------------------- | ------------------------------------- | ------------------------------------- |
| Mistrzostwa świata juniorów           | 3                                     |                                       |                                       |                                       |                                       |                                       |                                       |                                       |                                       |                                       |                                       |                                       |                                       |                                       |                                       |                                       |                                       |                                       |
| JGP Finał                             | 2                                     |                                       |                                       |                                       |                                       |                                       |                                       |                                       |                                       |                                       |                                       |                                       |                                       |                                       |                                       |                                       |                                       |                                       |
| JGP w Czechach                        | 1                                     |                                       |                                       |                                       |                                       |                                       |                                       |                                       |                                       |                                       |                                       |                                       |                                       |                                       |                                       |                                       |                                       |                                       |
| JGP w Słowenii                        | 1                                     |                                       |                                       |                                       |                                       |                                       |                                       |                                       |                                       |                                       |                                       |                                       |                                       |                                       |                                       |                                       |                                       |                                       |
| Krajowe                               |                                       |                                       |                                       |                                       |                                       |                                       |                                       |                                       |                                       |                                       |                                       |                                       |                                       |                                       |                                       |                                       |                                       |                                       |
| Mistrzostwa Rosji                     | 2                                     |                                       |                                       |                                       |                                       |                                       |                                       |                                       |                                       |                                       |                                       |                                       |                                       |                                       |                                       |                                       |                                       |                                       |

### Ze Swietłaną Nikołajewą
| Mistrzostwa świata juniorów | 2 |   |
| JGP Finał                   | 5 | 5 |
| JGP we Francji              | 1 |   |
| JGP w Niemczech             | 3 |   |
| JGP na Słowacji             |   | 3 |
| JGP na Węgrzech             |   | 2 |